# الرابطة التونسية المحترفة الثانية لكرة القدم
الرابطة التونسية المحترفة الثانية لكرة القدم، هي مسابقة الدرجة الثانية لأكابر كرة القدم في تونس بعد الرابطة التونسية المحترفة الأولى. عرفت المسابقة عدة تسميات في الماضي من بينها «القسم الشرفي» و«الوطني ب». تضم المسابقة 24 فريقا يصعد منها اثنان للدرجة الأولى، وينزل اثنان للرابطة التونسية الثالثة.

## هيكل البطولة
تنقسم الفرق الاربع و العشرين على مجموعتين (المجموعة الواحدة مكونة من 12 فريق)

### مرحلة المجموعات
تلعب الفرق في كل مجموعة ذهابا وإيابا
- تتأهل الـ3 فرق الأولى من كل مجموعة إلى ما يسمى بمجموعة التتويج
- ينزل الفريقين الأخيرين من كل مجموعة إلى القسم الثالث

### مجموعة التتويج
تتكون مجموعة التتويج من 6 فرق تلعب فيما بينها ذهابا وإيابا يصعد أصحاب المراتب 1 و 2 إلى الرابطة الأولى وصاحب المركز 3 يلعب مباراة فاصلة للصعود.

## سجل البطولة
| الموسم  | البطل                                                                               | الوضيف                                                                              |
| ------- | ----------------------------------------------------------------------------------- | ----------------------------------------------------------------------------------- |
| 1955–56 | (مجموعة الشمال) الشباب الرياضي المطوي                                               | ?                                                                                   |
| 1955–56 | (مجموعة الجنوب) الملعب السوسي                                                       | ?                                                                                   |
| 1956–57 | (مجموعة الشمال) الاتحاد الرياضي التونسي                                             | الملعب الشعبي                                                                       |
| 1956–57 | (مجموعة الجنوب) الملعب السوسي                                                       | ?                                                                                   |
| 1957–58 | (مجموعة الشمال) أولمبيك الكاف                                                       | ?                                                                                   |
| 1957–58 | (مجموعة الجنوب) الملعب القابسي                                                      | ?                                                                                   |
| 1958–59 | (مجموعة الشمال 1) الاتحاد الرياضي المغاربي                                          | ?                                                                                   |
| 1958–59 | (مجموعة الشمال 2) المستقبل الرياضي بالمرسى                                          | ?                                                                                   |
| 1958–59 | (مجموعة الوسط) الشبيبة الرياضية القيروانية                                          | ?                                                                                   |
| 1958–59 | (مجموعة الجنوب) النجم الرياضي بالمتلوي                                              | ?                                                                                   |
| 1959–60 | (مجموعة الشمال) المنصورة الشعبية بحمام الأنف                                        | ?                                                                                   |
| 1959–60 | (مجموعة الجنوب) مكارم المهدية                                                       | ?                                                                                   |
| 1960–61 | (مجموعة الشمال) المنصورة الشعبية بحمام الأنف                                        | الاتحاد الرياضي المنستيري                                                           |
| 1960–61 | (مجموعة الجنوب) الملعب القابسي                                                      | ?                                                                                   |
| 1961–62 | (مجموعة الشمال) النادي الأهلي الماطري                                               | ?                                                                                   |
| 1961–62 | (مجموعة الجنوب) النجم الرياضي بالمتلوي                                              | ?                                                                                   |
| 1962–63 | (مجموعة الشمال) النادي الرياضي البنزرتي                                             | ?                                                                                   |
| 1962–63 | (مجموعة الجنوب) سكك الحديد الصفاقسي                                                 | ?                                                                                   |
| 1963–64 | (مجموعة الشمال) النادي الرياضي لحمام الأنف                                          | ?                                                                                   |
| 1963–64 | (مجموعة الجنوب) الملعب الرياضي الصفاقسي                                             | ?                                                                                   |
| 1964–65 | (مجموعة الشمال) النادي الأولمبي للنقل                                               | ?                                                                                   |
| 1964–65 | (مجموعة الجنوب) الاتحاد الرياضي المنستيري                                           | ?                                                                                   |
| 1965–66 | نادي سكك الحديد التونسي                                                             | الاتحاد الرياضي المنستيري                                                           |
| 1966–67 | النادي الأولمبي للنقل                                                               | الاتحاد الرياضي المغاربي                                                            |
| 1967-68 | نادي سكك الحديد التونسي                                                             | الملعب الرياضي الصفاقسي                                                             |
| 1968–69 | الاتحاد الرياضي التونسي                                                             | الجمعية الرياضية بأريانة                                                            |
| 1969–70 | مكارم المهدية                                                                       | نادي كرة القدم بالجريصة                                                             |
| 1970–71 | (مجموعة الشمال) الاتحاد الرياضي المغاربي                                            | ?                                                                                   |
| 1970–71 | (مجموعة الجنوب) الملعب الرياضي الصفاقسي                                             | ?                                                                                   |
| 1971–72 | (مجموعة الشمال) النادي الرياضي لحمام الأنف                                          | ?                                                                                   |
| 1971–72 | (مجموعة الجنوب) الشبيبة الرياضية القيروانية                                         | ?                                                                                   |
| 1972–73 | (مجموعة الشمال) نادي سكك الحديد التونسي                                             | ?                                                                                   |
| 1972–73 | (مجموعة الجنوب) الملعب الرياضي الصفاقسي                                             | ?                                                                                   |
| 1973–74 | (مجموعة الشمال) الملعب الأفريقي بمنزل بورقيبة                                       | ?                                                                                   |
| 1973–74 | (مجموعة الجنوب) باتريوت سوسة                                                        | ?                                                                                   |
| 1974–75 | (مجموعة الشمال) أولمبيك الكاف                                                       | ?                                                                                   |
| 1974–75 | (مجموعة الجنوب) الشبيبة الرياضية القيروانية                                         | ?                                                                                   |
| 1975–76 | (مجموعة الشمال) جمعية مقرين الرياضية                                                | الملعب الأفريقي بمنزل بورقيبة                                                       |
| 1975–76 | (مجموعة الجنوب) الاتحاد الرياضي المنستيري                                           | ?                                                                                   |
| 1976–77 | (مجموعة الشمال) الملعب الأفريقي بمنزل بورقيبة                                       | ?                                                                                   |
| 1976–77 | (مجموعة الجنوب) الملعب الرياضي الصفاقسي                                             | ?                                                                                   |
| 1977–78 | (مجموعة الشمال) أولمبيك الكاف                                                       | ?                                                                                   |
| 1977–78 | (مجموعة الجنوب) نادي المحيط القرقني                                                 | ?                                                                                   |
| 1978–79 | (مجموعة الشمال) النادي الرياضي بمنزل بوزلفة                                         | ?                                                                                   |
| 1978–79 | (مجموعة الجنوب) الملعب القابسي                                                      | ?                                                                                   |
| 1979–80 | (مجموعة الشمال) النادي الأولمبي للنقل                                               | ?                                                                                   |
| 1979–80 | (مجموعة الجنوب) الاتحاد الرياضي المنستيري                                           | ?                                                                                   |
| 1980–81 | (مجموعة الشمال) جمعية مقرين الرياضية                                                | ?                                                                                   |
| 1980–81 | (مجموعة الجنوب) مكارم المهدية                                                       | ?                                                                                   |
| 1981–82 | (مجموعة الشمال) النادي الرياضي بقربة                                                | ?                                                                                   |
| 1981–82 | (مجموعة الجنوب) الملعب القابسي                                                      | ?                                                                                   |
| 1982–83 | (مجموعة الشمال) النادي الأولمبي للنقل                                               | ?                                                                                   |
| 1982–83 | (مجموعة الوسط) الملعب السوسي                                                        | ?                                                                                   |
| 1982–83 | (مجموعة الجنوب) الملعب الرياضي الصفاقسي                                             | ?                                                                                   |
| 1983–84 | (مجموعة الشمال) النادي الأولمبي للنقل                                               | ?                                                                                   |
| 1983–84 | (مجموعة الوسط) الملعب النابلي                                                       | ?                                                                                   |
| 1983–84 | (مجموعة الجنوب) المستقبل الرياضي بقابس                                              | ?                                                                                   |
| 1984–85 | (مجموعة الشمال) الأولمبي الباجي                                                     | ?                                                                                   |
| 1984–85 | (مجموعة الوسط) نادي شركة صنع السيارات بسوسة                                         | ?                                                                                   |
| 1984–85 | (مجموعة الجنوب) نادي المحيط القرقني                                                 | ?                                                                                   |
| 1985–86 | النادي الأولمبي للنقل                                                               | ?                                                                                   |
| 1986–87 | المستقبل الرياضي بالقصرين                                                           | أولمبيك الكاف / قرمبالية الرياضية                                                   |
| 1987–88 | المستقبل الرياضي بالمرسى                                                            | نادي المحيط القرقني / نادي سكك الحديد الصفاقسي                                      |
| 1988–89 | نادي سكك الحديد التونسي                                                             | المستقبل الرياضي بوادي الليل / النادي الرياضي لحمام الأنف                           |
| 1989–90 | النادي الرياضي البنزرتي                                                             | الشبيبة الرياضية القيروانية                                                         |
| 1990–91 | نادي المحيط القرقني                                                                 | الترجي الرياضي الجرجيسي                                                             |
| 1991–92 | المستقبل الرياضي بالقصرين                                                           | نادي سكك الحديد الصفاقسي                                                            |
| 1992–93 | أولمبيك الكاف                                                                       | النجم الرياضي ببني خلاد                                                             |
| 1993–94 | نادي سكك الحديد الصفاقسي                                                            | الترجي الرياضي الجرجيسي                                                             |
| 1994–95 | النادي الأولمبي للنقل                                                               | المستقبل الرياضي بقابس                                                              |
| 1995–96 | (مجموعة الشمال) الملعب السوسي                                                       | ?                                                                                   |
| 1995–96 | (مجموعة الجنوب) نادي المحيط القرقني                                                 | ?                                                                                   |
| 1996–97 | النادي الرياضي لحمام الأنف                                                          | نادي أولمبيك مدنين                                                                  |
| 1997–98 | الاتحاد الرياضي المنستيري                                                           | النجم الرياضي ببني خلاد                                                             |
| 1998–99 | لا يوجد فريق صعود إلى انخفاض عدد الفرق في الدوري الأول 16-12                        | لا يوجد فريق صعود إلى انخفاض عدد الفرق في الدوري الأول 16-12                        |
| 1999–00 | الجمعية الرياضية بجربة                                                              | النادي الرياضي لحمام الأنف                                                          |
| 2000–01 | نادي أولمبيك مدنين                                                                  | النادي الأولمبي للنقل                                                               |
| 2001–02 | الجمعية الرياضية بجربة                                                              | المستقبل الرياضي بالمرسى                                                            |
| 2002–03 | النجم الرياضي ببني خلاد                                                             | النادي الأولمبي للنقل                                                               |
| 2003–04 | النجم الأولمبي لحلق الوادي والكرم                                                   | القوافل الرياضية بقفصة / الترجي الرياضي الجرجيسي                                    |
| 2004–05 | جندوبة الرياضية                                                                     | الشبيبة الرياضية القيروانية                                                         |
| 2005–06 | الأولمبي الباجي                                                                     | الأمل الرياضي بحمام سوسة                                                            |
| 2006–07 | الملعب القابسي                                                                      | جندوبة الرياضية                                                                     |
| 2007–08 | الأمل الرياضي بحمام سوسة                                                            | المستقبل الرياضي بالقصرين                                                           |
| 2008–09 | الترجي الرياضي الجرجيسي                                                             | الشبيبة الرياضية القيروانية                                                         |
| 2009–10 | المستقبل الرياضي بالمرسى                                                            | المستقبل الرياضي بقابس                                                              |
| 2010–11 | الاتحاد الرياضي المنستيري                                                           | النجم الرياضي ببني خلاد                                                             |
| 2011–12 | أولمبيك الكاف                                                                       | الملعب القابسي                                                                      |
| 2012–13 | النجم الرياضي بالمتلوي                                                              | قرمبالية الرياضية                                                                   |
| 2013–14 | الجمعية الرياضية بجربة                                                              | المستقبل الرياضي بقابس                                                              |
| 2014–15 | الاتحاد الرياضي ببنقردان                                                            | المستقبل الرياضي بالقصرين                                                           |
| 2015–16 | المستقبل الرياضي بقابس                                                              | الاتحاد الرياضي بتطاوين                                                             |
| 2016–17 | الملعب التونسي                                                                      | الاتحاد الرياضي المنستيري                                                           |
| 2017–18 | النادي الرياضي لحمام الأنف                                                          | الاتحاد الرياضي بتطاوين                                                             |
| الموسم  | الصاعدون                                                                            | الصاعدون                                                                            |
| 2018–19 | المستقبل الرياضي بسليمان (المجموعة الأولى) الهلال الرياضي الشابي (المجموعة الثانية) | المستقبل الرياضي بسليمان (المجموعة الأولى) الهلال الرياضي الشابي (المجموعة الثانية) |
| 2019–20 | الأولمبي الباجي (المجموعة الأولى) المستقبل الرياضي برجيش (المجموعة الثانية)         | الأولمبي الباجي (المجموعة الأولى) المستقبل الرياضي برجيش (المجموعة الثانية)         |
| 2020–21 | النادي الرياضي لحمام الأنف                                                          | النادي الرياضي لحمام الأنف                                                          |
| 2021–22 | الملعب التونسي                                                                      | الملعب التونسي                                                                      |
| 2022–23 | القوافل الرياضية بقفصة المستقبل الرياضي بالمرسى                                     | القوافل الرياضية بقفصة المستقبل الرياضي بالمرسى                                     |

## رمز البطولة
تسلم الجامعة التونسية لكرة القدم لبطل الموسم ميدالية يكتب عليها «اسم النادي» و «الموسم الرياضي».

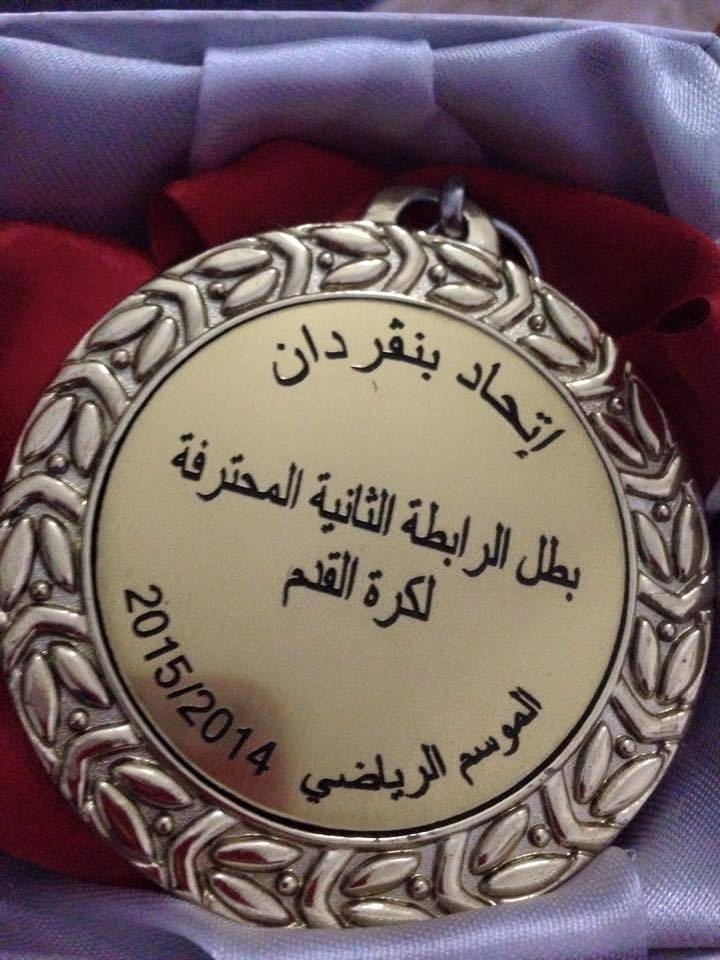
مثال: ميدالية الاتحاد الرياضي ببنقردان بطل موسم 2014–15